# Coupe des Pays-Bas de football 1902-1903
Navigation
Coupe des Pays-Bas 1901-1902 Coupe des Pays-Bas 1903-1904
La Coupe des Pays-Bas de football 1902-1903, nommée la KNVB Beker, est la 5e édition de la Coupe des Pays-Bas.

## Déroulement de la compétition
Tous les tours se jouent en élimination directe. À chaque tour, un tirage au sort est effectué pour déterminer les adversaires.

## Finale
La finale se joue le 29 mars 1903 à La Haye, le HVV La Haye bat le HBS La Haye 6 à 1 et remporte son premier titre.